# Armands Uščins
Armands Uščins (* 6. Oktober 1973) ist ein lettischer Handballspieler und Handballtrainer.

## Karriere
Der Kreisläufer wechselte im Jahr 2005 aus seiner Heimat Riga (ASK Rīga) mit seinem Nationalmannschaftskollegen Mārtiņs Lībergs, der vom österreichischen Klub HC Hard kam, zum Dessau-Roßlauer HV.
Uščins lief für die lettische Nationalmannschaft auf.
Nachdem Uščins bis 2016 den deutschen Fünftligisten SG Kühnau trainierte, übernahm er den Drittligisten SV Anhalt Bernburg. 2017 übernahm er zusätzlich das Traineramt der lettischen Nationalmannschaft. Nach der Saison 2017/18 gab Uščins sein Traineramt beim SV Anhalt Bernburg ab und wurde Trainer des Sachsen-Anhalt-Ligisten SV Grün-Weiß Wittenberg-Piesteritz. Nach seiner 4 Jahre anhaltenden Amtszeit bei Wittenberg, mit denen er unter anderem den Aufstieg in die Mitteldeutsche Oberliga feiern konnte, entschieden sich die Verantwortlichen des Vereins zum Beenden des Verhältnisses.
Nach Beendigung der Trainertätigkeit nahm er sich eine Auszeit vom Handball. In dieser zweijährigen Pause absolvierte er den EHF-Master Coach. Ab Ende August 2024 war er hauptamtlicher Trainer der A-Jugend des Dessau-Roßlauer HV. Zur Saison 2025/26 übernahm er den Drittligisten Oranienburger HC.

## Privates
Uščins ist verheiratet und hat 4 Kinder. Sein Sohn Renārs Uščins spielt ebenfalls Handball. Er ist deutscher Nationalspieler.